# Ommen
Ommen este o comună și o localitate în provincia Overijssel, Țările de Jos. 

## Localități componente
Ommen, Lemele, Beerzerveld, Vilsteren, Vinkenbuurt, Witharen.